# Hypatium
Hypatium is een kevergeslacht uit de familie van de boktorren (Cerambycidae). De wetenschappelijke naam van het geslacht werd voor het eerst geldig gepubliceerd in 1864 door Thomson.

## Soorten
Hypatium omvat de volgende soorten:
- Hypatium opulentum (Klug, 1842)
- Hypatium resplendens Lansberge, 1886
- Hypatium splendidum Gahan, 1890